# Férfi 400 méteres síkfutás a 2020. évi nyári olimpiai játékokon
A 2020. évi nyári olimpiai játékokon az atlétika férfi 400 méteres síkfutás versenyszámát 2021. augusztus 1–5. között rendezték a tokiói olimpiai stadionban. Az aranyérmet a bahama-szigeteki Steven Gardiner nyerte.
A kvalifikáció során 44,90 másodperc volt a szintidő.

## Rekordok
A versenyt megelőzően a következő rekordok voltak érvényben:
| Világrekord     | Wayde van Niekerk (RSA) | 43,03 | Rio de Janeiro, Brazília | 2016. augusztus 14. |
| Olimpiai rekord | Wayde van Niekerk (RSA) | 43,03 | Rio de Janeiro, Brazília | 2016. augusztus 14. |

## Eredmények
Az időeredmények másodpercben értendők. A rövidítések jelentése a következő:
| - OR: olimpiai rekord - NR: országos rekord - PB: egyéni legjobb eredménye | - SB: 2021-ben az addigi legjobb eredménye - DNS: nem indult a futamon - DNF: nem ért célba |

### Előfutamok
Minden előfutam első három helyezettje automatikusan az negyeddöntőbe jutott. Az összesített eredmények alapján további hat versenyző jutott a negyeddöntőbe.
1. előfutam
| H  | Pálya | Név                | Nemzet                | Reakcióidő | E     | Mj    |
| -- | ----- | ------------------ | --------------------- | ---------- | ----- | ----- |
| 1. | 9     | Isaac Makwala      | Botswana (BOT)        | 0,197      | 44,86 | Q     |
| 2. | 5     | Kirani James       | Grenada (GRN)         | 0,160      | 45,09 | Q     |
| 3. | 8     | Jonathan Sacoor    | Belgium (BEL)         | 0,151      | 45,41 | Q     |
| 4. | 3     | Demish Gaye        | Jamaica (JAM)         | 0,165      | 45,49 | q     |
| 5. | 6     | Alonzo Russell     | Bahama-szigetek (BAH) | 0,223      | 45,51 | q, SB |
| 6. | 7     | Alex Beck          | Ausztrália (AUS)      | 0,160      | 45,54 | PB    |
| 7. | 2     | Ricardo dos Santos | Portugália (POR)      | 0,140      | 46,83 |       |
| 8. | 4     | Bachir Mahamat     | Csád (CHA)            | 0,206      | 47,93 | SB    |

2. előfutam
| H  | Pálya | Név               | Nemzet                        | Reakcióidő | E     | Mj    |
| -- | ----- | ----------------- | ----------------------------- | ---------- | ----- | ----- |
| 1. | 6     | Mazen Al-Yassin   | Szaúd-Arábia (KSA)            | 0,163      | 45,16 | Q, PB |
| 2. | 5     | Kévin Borlée      | Belgium (BEL)                 | 0,126      | 45,36 | Q, SB |
| 3. | 7     | Ricky Petrucciani | Svájc (SUI)                   | 0,168      | 45,64 | Q     |
| 4. | 9     | Randolph Ross     | Egyesült Államok (USA)        | 0,227      | 45,67 |       |
| 5. | 8     | Zakithi Nene      | Dél-afrikai Köztársaság (RSA) | 0,147      | 45,74 |       |
| 6. | 4     | Jhon Perlaza      | Kolumbia (COL)                | 0,159      | 46,55 |       |
| 7. | 2     | Pavel Maslák      | Csehország (CZE)              | 0,196      | 47,01 |       |
| 8. | 3     | Ahmed Al-Yaari    | Jemen (YEM)                   | 0,183      | 48,53 | SB    |

3. előfutam
| H  | Pálya | Név                    | Nemzet                   | Reakcióidő | E     | Mj    |
| -- | ----- | ---------------------- | ------------------------ | ---------- | ----- | ----- |
| 1. | 2     | Michael Cherry         | Egyesült Államok (USA)   | 0,178      | 44,82 | Q     |
| 2. | 9     | Jonathan Jones         | Barbados (BAR)           | 0,181      | 45,04 | Q, SB |
| 3. | 7     | Christopher Taylor     | Jamaica (JAM)            | 0,151      | 45,20 | Q     |
| 4. | 6     | Dwight St, Hillaire    | Trinidad és Tobago (TTO) | 0,176      | 45,41 | q     |
| 5. | 4     | Luka Janežič           | Szlovénia (SLO)          | 0,163      | 45,44 | q, SB |
| 6. | 5     | Gilles Anthony Afoumba | Kongói Köztársaság (CGO) | 0,199      | 46,03 | SB    |
| 7. | 8     | Lucas Carvalho         | Brazília (BRA)           | 0,172      | 46,12 |       |
| 8. | 3     | Mohammad Jahir Rayhan  | Banglades (BAN)          | 0,170      | 48,29 | SB    |

4. előfutam
| H  | Pálya | Név               | Nemzet                        | Reakcióidő | E     | Mj      |
| -- | ----- | ----------------- | ----------------------------- | ---------- | ----- | ------- |
| 1. | 3     | Anthony Zambrano  | Kolumbia (COL)                | 0,167      | 44,87 | Q       |
| 2. | 4     | Steven Solomon    | Ausztrália (AUS)              | 0,163      | 44,94 | Q, PB   |
| 3. | 7     | Wayde van Niekerk | Dél-afrikai Köztársaság (RSA) | 0,162      | 45,25 | Q       |
| 4. | 5     | Leungo Scotch     | Botswana (BOT)                | 0,186      | 45,32 | q       |
| 5. | 9     | Davide Re         | Olaszország (ITA)             | 0,171      | 45,46 | q, SB   |
| 6. | 6     | Julian Walsh      | Japán (JPN)                   | 0,146      | 46,57 |         |
| 7. | 2     | Jovan Stojoski    | Észak-Macedónia (MKD)         | 0,184      | 46,81 | PB      |
|    | 8     | Emmanuel Korir    | Kenya (KEN)                   |            | DQ    | TR 16,8 |

5. előfutam
| H  | Pálya | Név             | Nemzet                   | Reakcióidő | E       | Mj |
| -- | ----- | --------------- | ------------------------ | ---------- | ------- | -- |
| 1. | 2     | Steven Gardiner | Bahama-szigetek (BAH)    | 0,163      | 45,05   | Q  |
| 2. | 3     | Deon Lendore    | Trinidad és Tobago (TTO) | 0,203      | 45,14   | Q  |
| 3. | 9     | Jochem Dobber   | Hollandia (NED)          | 0,179      | 45,54   | Q  |
| 4. | 4     | Nathon Allen    | Jamaica (JAM)            | 0,138      | 46,12   |    |
| 5. | 5     | Sadam Koumi     | Szudán (SUD)             | 0,143      | 46,26   | SB |
| 6. | 6     | Marvin Schlegel | Németország (GER)        | 0,200      | 46,39   |    |
| 7. | 7     | Mikhail Litvin  | Kazahsztán (KAZ)         | 0,210      | 47,15   |    |
| 8. | 8     | Karol Zalewski  | Lengyelország (POL)      | 0,154      | 2:15,38 |    |

6. előfutam
| H  | Pálya | Név                 | Nemzet                        | Reakcióidő | E     | Mj |
| -- | ----- | ------------------- | ----------------------------- | ---------- | ----- | -- |
| 1. | 4     | Liemarvin Bonevacia | Hollandia (NED)               | 0,171      | 44,95 | Q  |
| 2. | 6     | Michael Norman      | Egyesült Államok (USA)        | 0,157      | 45,35 | Q  |
| 3. | 8     | Machel Cedenio      | Trinidad és Tobago (TTO)      | 0,218      | 45,56 | Q  |
| 4. | 9     | Edoardo Scotti      | Olaszország (ITA)             | 0,169      | 45,71 |    |
| 5. | 7     | Thapelo Phora       | Dél-afrikai Köztársaság (RSA) | 0,150      | 45,83 | SB |
| 6. | 5     | Taha Hussein Yaseen | Irak (IRQ)                    | 0,144      | 46,00 | SB |
| 7. | 3     | Óscar Husillos      | Spanyolország (ESP)           | 0,147      | 48,05 |    |
| 8. | 2     | Todisoa Rabearison  | Madagaszkár (MAD)             | 0,196      | 48,40 | SB |

### Elődöntők
Minden elődöntő első két helyezettje automatikusan az elődöntőbe jutott. Az összesített eredmények alapján további két futó került a döntőbe.
1. elődöntő
| H  | Pálya | Név                 | Nemzet                   | Reakcióidő | E     | Mj    |
| -- | ----- | ------------------- | ------------------------ | ---------- | ----- | ----- |
| 1. | 5     | Kirani James        | Grenada (GRN)            | 0,160      | 43,88 | Q, SB |
| 2. | 6     | Anthony Zambrano    | Kolumbia (COL)           | 0,175      | 43,93 | Q, AR |
| 3. | 4     | Liemarvin Bonevacia | Hollandia (NED)          | 0,160      | 44,62 | q, NR |
| 4. | 7     | Deon Lendore        | Trinidad és Tobago (TTO) | 0,193      | 44,93 |       |
| 5. | 3     | Davide Re           | Olaszország (ITA)        | 0,157      | 44,94 | SB    |
| 6. | 9     | Ricky Petrucciani   | Svájc (SUI)              | 0,140      | 45,26 |       |
| 7. | 2     | Luka Janežič        | Szlovénia (SLO)          | 0,152      | 45,36 | SB    |
| 8. | 8     | Jonathan Sacoor     | Belgium (BEL)            | 0,136      | 45,88 |       |

2. elődöntő
| H  | Pálya | Név                | Nemzet                   | Reakcióidő | E     | Mj    |
| -- | ----- | ------------------ | ------------------------ | ---------- | ----- | ----- |
| 1. | 6     | Michael Cherry     | Egyesült Államok (USA)   | 0,162      | 44,44 | Q     |
| 2. | 8     | Christopher Taylor | Jamaica (JAM)            | 0,164      | 44,92 | Q, SB |
| 3. | 5     | Steven Solomon     | Ausztrália (AUS)         | 0,168      | 45,15 |       |
| 4. | 4     | Mazen Al-Yassin    | Szaúd-Arábia (KSA)       | 0,154      | 45,37 |       |
| 5. | 2     | Leungo Scotch      | Botswana (BOT)           | 0,178      | 45,56 |       |
| 6. | 9     | Machel Cedenio     | Trinidad és Tobago (TTO) | 0,192      | 45,86 |       |
| 7. | 3     | Alonzo Russell     | Bahama-szigetek (BAH)    | 0,169      | 46,04 |       |
| —  | 7     | Kévin Borlée       | Belgium (BEL)            |            | DNS   |       |

3. elődöntő
| H  | Pálya | Név                 | Nemzet                        | Reakcióidő | E     | Mj    |
| -- | ----- | ------------------- | ----------------------------- | ---------- | ----- | ----- |
| 1. | 6     | Steven Gardiner     | Bahama-szigetek (BAH)         | 0,152      | 44,14 | Q, SB |
| 2. | 7     | Michael Norman      | Egyesült Államok (USA)        | 0,156      | 44,52 | Q     |
| 3. | 4     | Isaac Makwala       | Botswana (BOT)                | 0,197      | 44,59 | q     |
| 4. | 3     | Demish Gaye         | Jamaica (JAM)                 | 0,155      | 45,09 | SB    |
| 5. | 8     | Wayde van Niekerk   | Dél-afrikai Köztársaság (RSA) | 0,381      | 45,14 |       |
| 6. | 9     | Jochem Dobber       | Hollandia (NED)               | 0,191      | 45,48 |       |
| 7. | 2     | Dwight St, Hillaire | Trinidad és Tobago (TTO)      | 0,153      | 45,58 |       |
| 8. | 5     | Jonathan Jones      | Barbados (BAR)                | 0,159      | 45,61 |       |

### Döntő
| H     | Pálya | Név                 | Nemzet                 | Reakcióidő | E     | Mj |
| ----- | ----- | ------------------- | ---------------------- | ---------- | ----- | -- |
| Arany | 7     | Steven Gardiner     | Bahama-szigetek (BAH)  | 0,179      | 43,85 | SB |
| Ezüst | 5     | Anthony Zambrano    | Kolumbia (COL)         | 0,166      | 44,08 |    |
| Bronz | 4     | Kirani James        | Grenada (GRN)          | 0,157      | 44,19 |    |
| 4.    | 6     | Michael Cherry      | Egyesült Államok (USA) | 0,179      | 44,21 | PB |
| 5.    | 8     | Michael Norman      | Egyesült Államok (USA) | 0,148      | 44,31 |    |
| 6.    | 9     | Christopher Taylor  | Jamaica (JAM)          | 0,158      | 44,79 | PB |
| 7.    | 2     | Isaac Makwala       | Botswana (BOT)         | 0,167      | 44,94 |    |
| 8.    | 3     | Liemarvin Bonevacia | Hollandia (NED)        | 0,168      | 45,07 |    |